# Myaung
Myaung är en kommun i Myanmar.   Den ligger i regionen Sagaingregionen, i den centrala delen av landet, 240 km norr om huvudstaden Naypyidaw. Antalet invånare är 111 778.